# Gast (persoon)
Een gast is een bezoeker, al dan niet uitgenodigd. Bij bezoekers van een hotel spreekt men van gasten.
In de computer-wereld is een gast iemand die geen eigen account heeft op een computer of netwerk. Zo'n gast kan soms wel gebruikmaken van een computer, maar heeft heel weinig rechten en kan vrijwel nergens bij.

## Trivia
- Het woord gast wordt ook als synoniem gebruikt voor kerel, vent, knakker of een ander soortgelijk woord.